# Rue du Pélican
Rue du Pélican är en gata i Quartier des Halles i Paris 1:a arrondissement. Rue du Pélican börjar vid Rue Jean-Jacques-Rousseau 11 och slutar vid Rue Croix-des-Petits-Champs 8. Gatans namn utgör en etymologisk förvrängning av ”Poil-au-Con”, ett namn som kom av att prostituerade kvinnor tidigare bodde vid gatan.

## Omgivningar
- Saint-Eustache
- Rue Saint-Honoré
- Rue des Bons-Enfants
- Rue Jean-Jacques-Rousseau
- Allée Elsa-Triolet
- Rue Montesquieu

## Bilder
| - Saint-Eustache. - Rue du Pélican på en karta från omkring år 1880. I bildens mitt ses den år 1792 rivna kyrkan Collégiale Saint-Honoré. Norr om denna visas Chapelle Saint-Clair. - Rue Saint-Honoré. |

## Kommunikationer
- Tunnelbana – linjerna   – Palais Royal – Musée du Louvre
- Tunnelbana – linje  – Louvre – Rivoli
- Busshållplats Saint-Honoré – Valois – Paris bussnät, linje 21

### Webbkällor
- ”Rue du Pélican”. Mairie de Paris. http://www.v2asp.paris.fr/commun/v2asp/v2/nomenclature_voies/Voieactu/7173.nom.htm. Läst 16 mars 2021.
- ”Rue du Pélican”. Les rues de Paris. https://www.parisrues.com/rues01/paris-01-rue-du-pelican.html. Läst 16 mars 2021.